# ツルウリクサ属
ツルウリクサ属（学名：Torenia、トレニア属）はアゼナ科の属の1つ。分布の中心は熱帯アジア、アフリカ。
クロンキスト体系ではゴマノハグサ科、APG IIではオオバコ科に分類されていた。

## 主な種
ハナウリクサ T. fournieri
インドシナ半島原産の一年生植物で、よく栽培されている。花期は6-9月頃。種子は非常に細かい。単に「トレニア」というと本種のことをいう場合が多い。スミレに似て夏に咲くため「ナツスミレ（夏菫）」とも。
ツルウリクサ T. concolor var. formosana
奄美大島、請島、沖縄島北部及び宮古島に分布する。環境省レッドリストの絶滅危惧IA類。